# 중양절
중양절(重陽節)은 한국, 중국, 베트남, 일본, 대만등 동아시아 지역에서 매년 음력 9월 9일에 지내는 세시 명절로, 산에 올라가 국화로 만들어진 술을 마시며 시를 읊거나 산수를 즐기기도 하였다. 또한 가정마다 화채를 만들어 먹고 국화전을 부쳐 먹기도 하였다.
음양의 철학에서는 홀수는 양수(陽水)이며, 양수의 9의 극(極)이 겹쳐지는 날이기 때문에, '중양(陽陽)' 이라고 불린다. 홀수가 있는 달과 날이 겹쳐지는 것은 양기가 너무 강해 불길한것으로 여겨져 그에 대한 대가를 치르기위한 행사로서 축제를 열었지만, 아홉 달은 한 자릿수 중 가장 큰 '양'을 가지고 있었고, 특히나 부담스러운 축제로서 여겨졌다.
그러나, 이후에 태양이 겹쳐진다는 개념이 길조로 바뀌어 축하 행사가 되었다.

## 한국에서의 중양절
한국에서는 신라시대부터 군신이 모여 연례행사의 하나로서 시가를 즐기었고, 고려시대에는 국가적 향연으로 정례화 되었다.
또한, 조선시대에도 음양의 철학에 따라 홀수인 양의 날이 겹쳐지는 날에는 복이 들어온다고 하여 음력 1월 1일, 5월 단오(5일), 7월 칠석(7일) 등을 명절로서 지내왔습니다.
이날 제비들은 따뜻한 강남을 향해 떠나고 뱀과 개구리는 겨울잠을 자기 위해 땅속으로 들어가는 날로서 여기기도 합니다.

## 일본에서의 중양절
일본에서는 헤이안 시대부터 국화로 만들어진 술인 기쿠사케를 마시는 풍습이 있다.

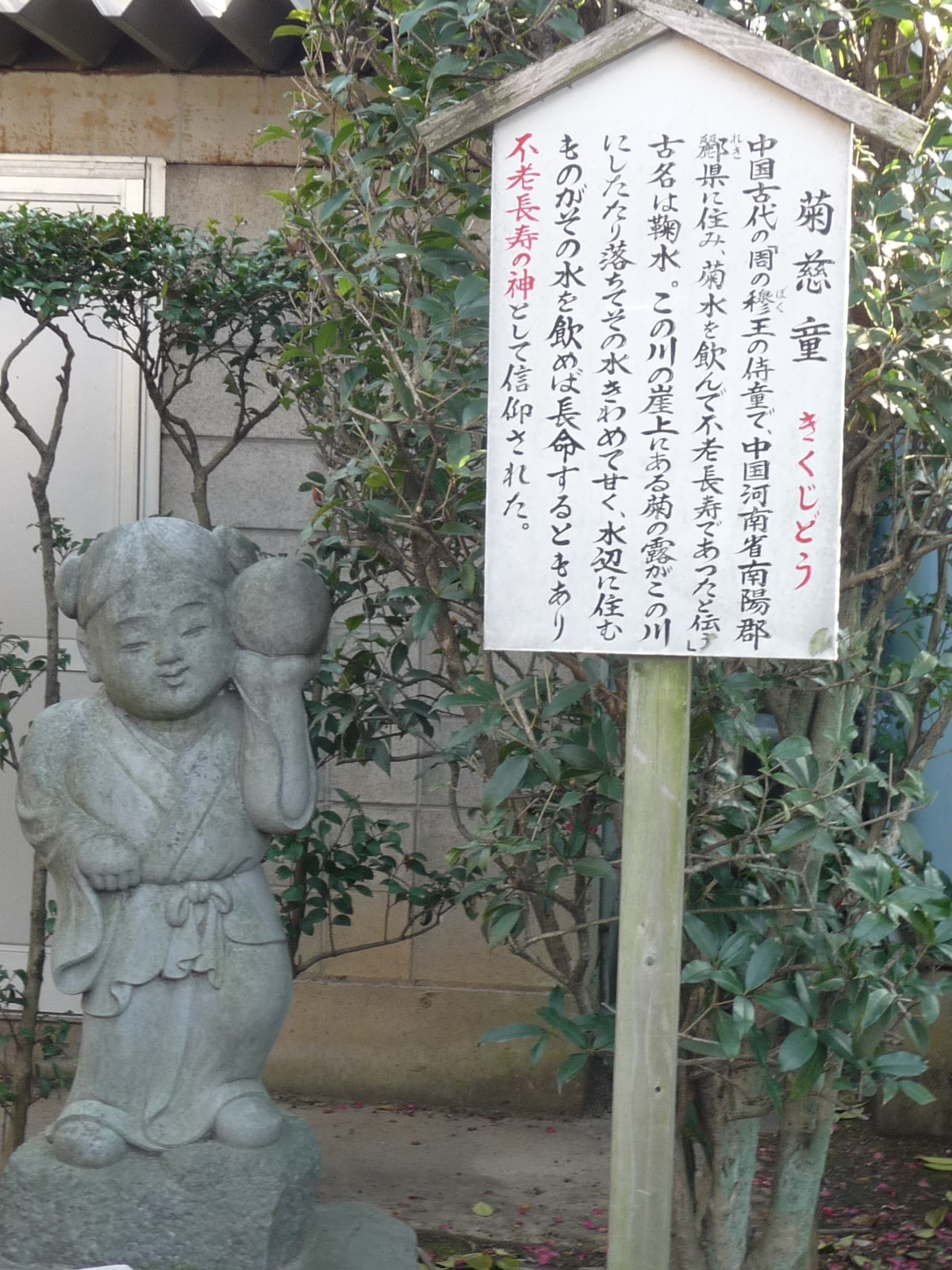
소조지 사원 안에서 국화의 이슬을 마신다면 국화 이슬을 마시는 것은 불멸하고 장수한다고 알려져있다. 기원전 10세기 -주나라 무왕을 섬겼다.

또한 에도시대에 퍼진 마쓰오 바쇼가 남긴 두문장이 일본에서는 유명하다.
- 잔디 문, 해질녘 , 국화주
- 야마나카와 국화의 뜨거운 물냄새 (산속 온천을 찬양하며[4])

교호의 달력의 시를 포함해 봄에 장식한 히나 마츠리 인형을 다시 한 번, 이날에 장식하는 풍습이 투영되어, "가을의 히나마쓰리"라고도 불려오고 있다.

## 중국에서의 중양절
중국에서는 위나라 웬황제(조비)가  '예문유취'에서 종요에게 국화꽃을 선물했다.등의 여러가지 기록을 통해 중국에서는 여러가지로 기념해왔다는 것을 알수있다. 
중양절이 중국의 공식적인 축제로서 인정된것은 한나라 때 부터였다. 유흠의 "서경잡기"의 기록에서  고제의 첩인 척부인을 살해 한후 황실에서 추방된 하녀 지아 펠란은 사람들에게 술을 마시고 장수를 기원하는 전통이 있다고 말했고, 그것이 민간에서 축하하는 것으로 이어졌다고 전해지고 있다.
당나라에서는 중양절을 2~3일간 기념했다. 이는 이백의 '9.10 즉박사건'에서 볼수 있다.
2012년 6월 26일, 전국인민대표대회 제11기 상무위원회 제27차 회의에서 중화인민공화국 노인의 권익 보호에 관한 법률의 개정안에서 처음으로 심의 되었다. 그 결과 시행된 노인의 권익 보호에 관한 법률에서 중양절이 '노인의 날'로서 지정되었다.

## 유래
옛날 중국의 어느 마을에 신통력을 지닌 장방이란 사람이 살았다. 어느날 장방이 환경이란 사람을 찾아와 “9월 9일 이 마을에 큰 재앙이 닥칠 것이니 식구들 모두 주머니에 수유꽃을 넣었다가 팔에 걸고 산꼭대기로 올라가라”고 하였다. 환경이 장방의 말대로 식구들을 데리고 산에 올라가 국화주를 마시며 놀다가 이튿날 집에 내려와 보니 집안의 모든 가축들이 죽어 있었다. 그후부터 중양절이 되면 산에 올라가는 풍습이 생겼다고 한다.

## 같이 보기
- 청명절 (중국)

## 참고 문헌
- 이 문서에는 다음커뮤니케이션(현 카카오)에서 GFDL 또는 CC-SA 라이선스로 배포한 글로벌 세계대백과사전의 내용을 기초로 작성된 글이 포함되어 있습니다.